# 肥田頼常
肥田 頼常（ひだ よりつね、元文5年（1740年） - 没年不詳）は、江戸時代後期の旗本。通称、新二郎、讃左衛門、十郎兵衛。従五位下・豊後守。家禄3000石。

## 生涯
祖先は美濃国の土岐肥田氏で肥田忠政の孫、徳川秀忠旗本肥田忠頼の家系にあたる。
加藤正景の三男で、母は肥田頼時の娘。肥田頼行が重病だったためその養子となった。子に肥田頼珍、内藤忠貫、肥田頼直がいる。
宝暦6年（1756年）12月3日に遺跡を継いだ。安永5年（1776年）8月5日に表右筆、天明4年（1784年）7月23日に奥右筆、寛政3年（1791年）4月11日に賄頭となり、寛政4年（1792年）8月5日より台所頭を兼任する。寛政5年（1793年）6月2日に勘定吟味役となり、寛政10年（1798年）日光東照宮御霊屋普請の功績により黄金を贈られる。
寛政11年（1799年）12月24日から文化3年（1806年）1月まで長崎奉行を務め、治安安定経済復興のため製陶所を設け天草焼、のち亀山焼を作る。在任中、ロシアのレザノフが長崎に来航、成瀬正定や遠山景晋と共に事態を無事終息。
文化3年（1806年）1月30日に小普請奉行、文化5年（1808年）7月12日に作事奉行となる。文化7年（1810年）12月24日に勘定奉行に就任した。文化12年（1815年）6月17日に西丸留守居、文政3年（1820年）6月28日より槍奉行となるが、同年8月28日に御役御免となった。
菩提寺は臨済宗牛込松源寺（現・東京都中野区中野下落合松源寺）